# Садиба Афанасія Фета
Садиба А. А. Фета — колишній маєток Афанасія Фета, нині філія Курського обласного краєзнавчого музею, що розташована в селі 1-а Вороб'ївка. Садибний будинок стоїть на високому березі річки Тускар і оточений парком із ставком, а також садибними будівлями.

## Історія

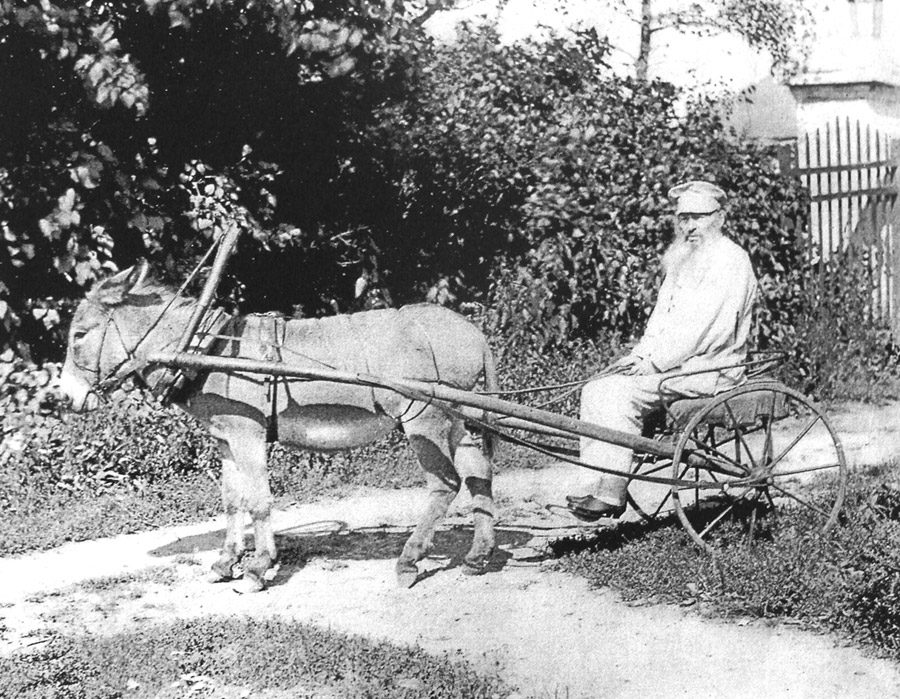
Фет у Вороб'ївці (1890)

Садиба розташовується на території земель у селі Вороб'ївка, якими до XVIII століття володів князь Кантемир. Пізніше вони перейшли поміщику М. С. Кодріну, а від нього — роду Ртищевих. До Фета останнім власником маєтку була Настасья Петрівна Ртищева, у шлюбі Ширкова.
У 1877 році Фет продав куплений у 1860 році маєток Степанівка (поряд із селом Микуличі; не зберігся) у Мценському повіті Орловської губернії і купив старовинний маєток Вороб'ївку в Курській губернії — панський будинок на березі річки Тускар, біля будинку — віковий парк у 18 десятин, за річкою — село з ріллею, 270 десятин лісу за три версти від будинку.
Садиба була значною мірою реконструйована Фетом. У панському будинку на місці мезоніну та горища було збудовано повноцінний другий поверх із трьома новими кімнатами. Біля будинку були закладені клумби, а за будинком посаджено парк, вирито два ставки, у які було запущено рибу. Поет багато займався господарськими питаннями, систематично об'їжджав свої володіння на запряженому в невеликий візок віслюку на прізвисько Некрасов. Тут він провів останні роки свого життя, займаючись творчістю.
Садибу Фета відвідували багато відомих людей: Лев Миколайович Толстой, Володимир Сергійович Соловйов, Петро Ілліч Чайковський. Останній так відгукувався про Вороб'ївку: «…Що за будинок, що за парк, що за затишний притулок для поета, що старіє… Що за чарівний куточок ця Вороб'ївка! Справжнє житло для поета». Тургенєв називав Вороб'ївку «маленькою Швейцарією».
Після 1917 року будівлі садиби використовувалися з різною метою: тут розміщувалися гуртожиток, клуб, поштове відділення, машинно-тракторна станція, пташник і, нарешті, школа. У 1980 році при школі було створено музейну кімнату, присвячену А. А. Фету. У 1980-х роках розпочалося планування реставрації садибного будинку та парку. З 1986 року проводяться щорічні фетівські читання. У 1990 році було затверджено охоронну зону садиби.
У 2010 році садибу було передано Курському обласному краєзнавчому музею, після чого розпочалася робота щодо відновлення її зовнішнього вигляду та інтер'єрів на основі старих фотографій. У грудні 2016 року музей-садиба була відкрита для публіки.

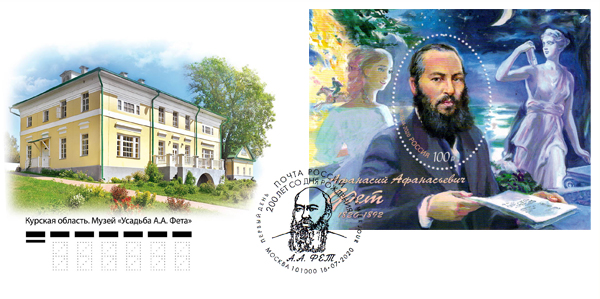
Конверт. Курська область. Садиба А. А. Фета

## Експозиція
В основному будинку садиби відтворено інтер'єри дворянського будинку: їдальня, вітальня з роялем. На другому поверсі розташовані кабінет Фета, його спальня, кімната дружини та більярдна. У будівлі колишніх конюшень та каретної розташований концертний зал.
Експозиція музею відтворена за фотографіями та мемуарами. Вона складається з речей, схожих на ті, що використовувалися в маєтку за життя поета. Оригінальних речей у музеї практично немає — меблі, якими користувався Фет, не збереглися, а з інших предметів інтер'єру до сьогодення дійшло лише прес-пап'є.

Навколо будівель облаштовано парк. Неподалік розташований ставок, у якому живуть лебеді. На території садиби є господарське обійстя, у якому є клітини з тваринами та птицею. Також відвідувачам пропонується покататися на візку, який везе віслюк. Співробітники музею сприяють організації на території садиби святкових заходів. Щороку влітку організуються Фетівські читання, які залучають любителів поезії та літераторів.

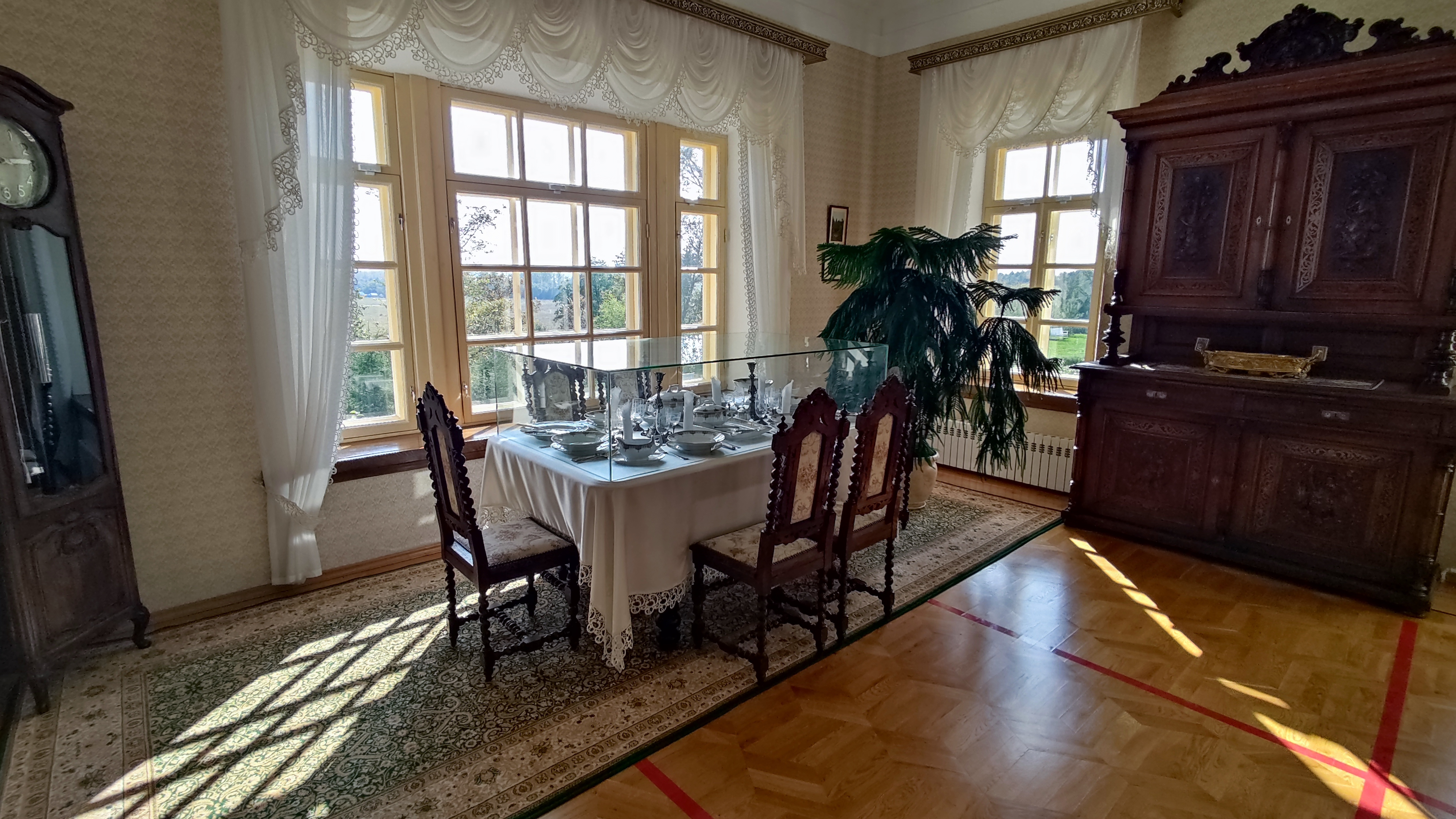
Їдальня
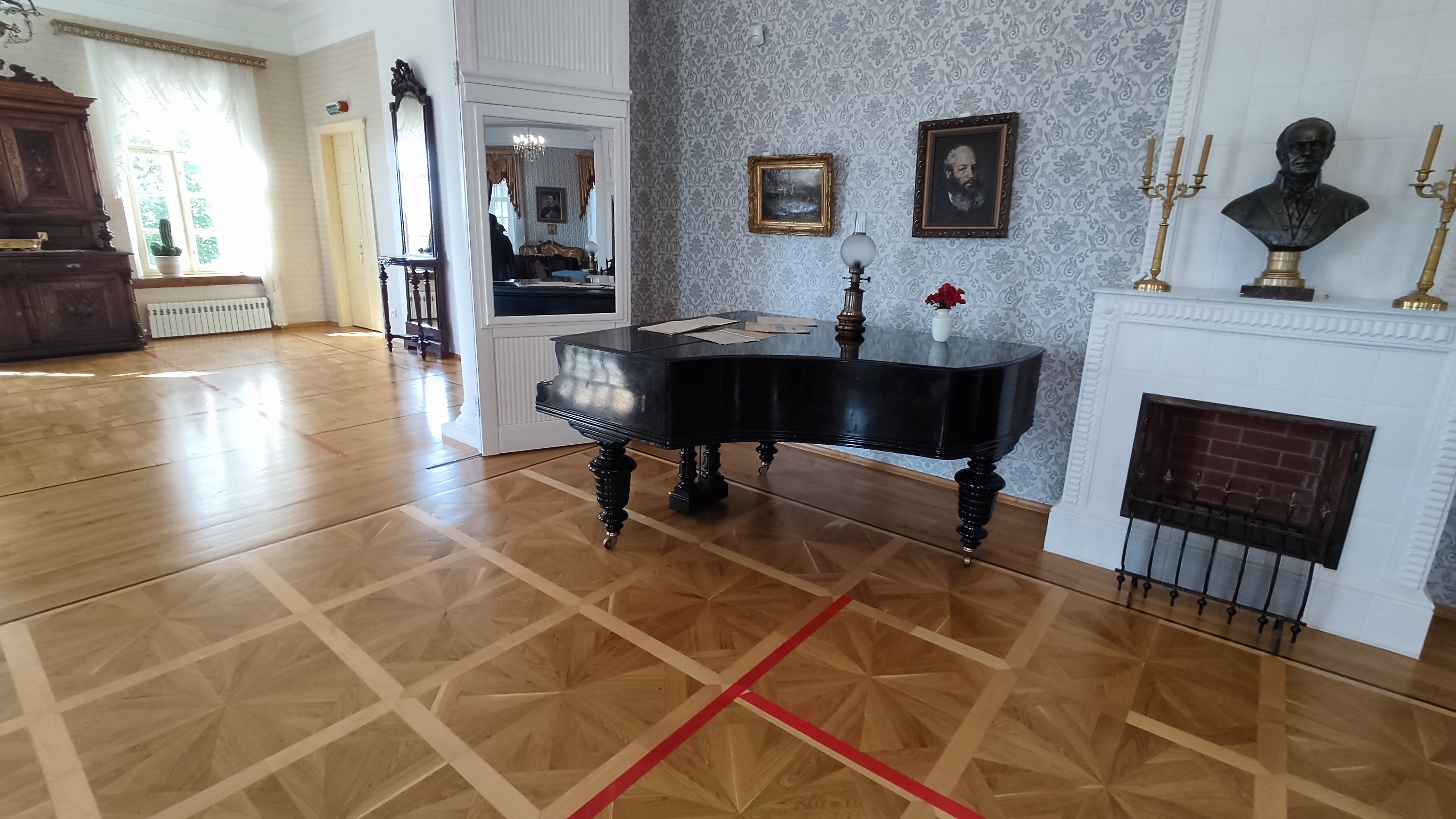
Рояль у вітальні
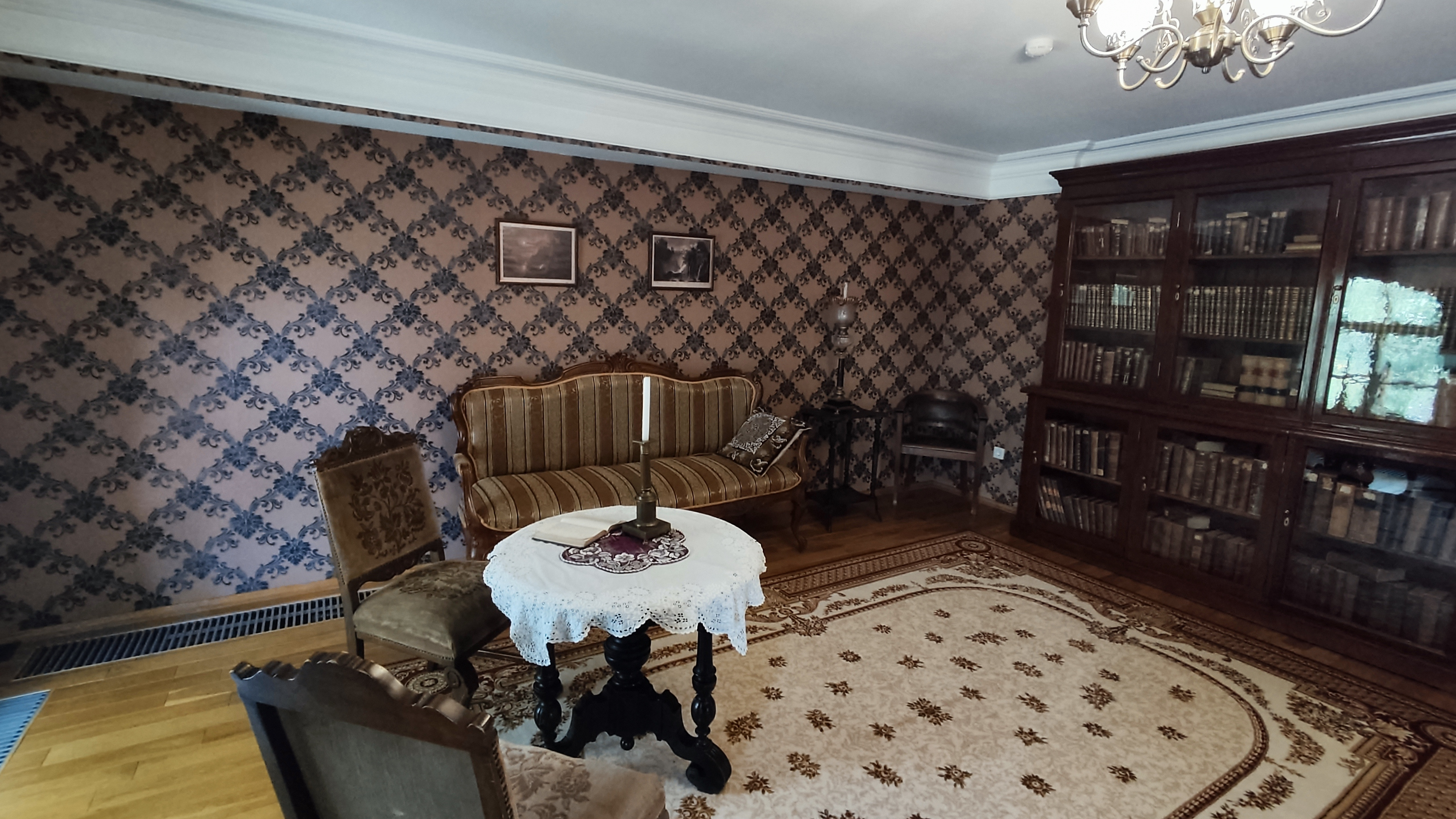
Бібліотека
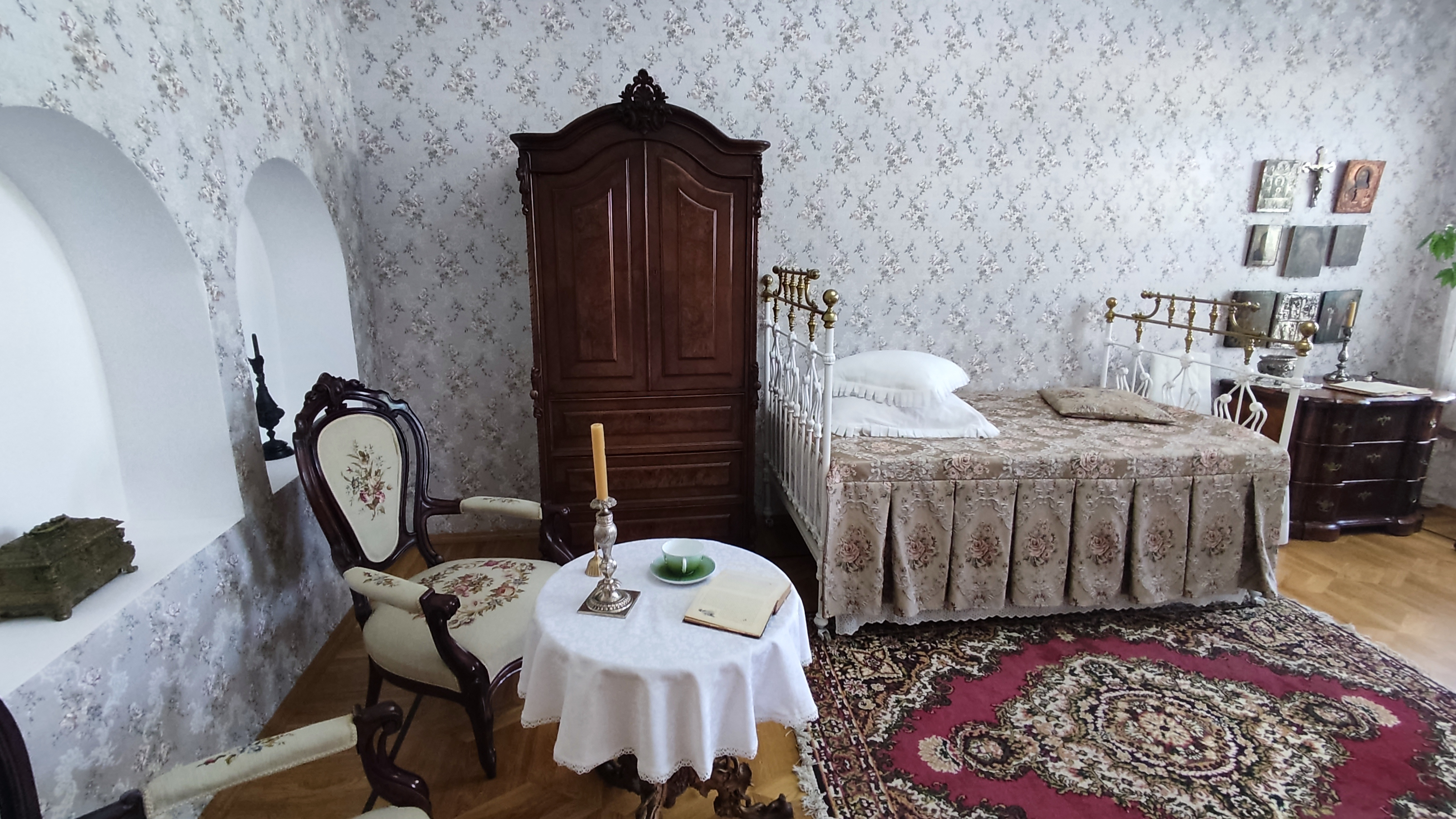
Спальня Марії Петрівни
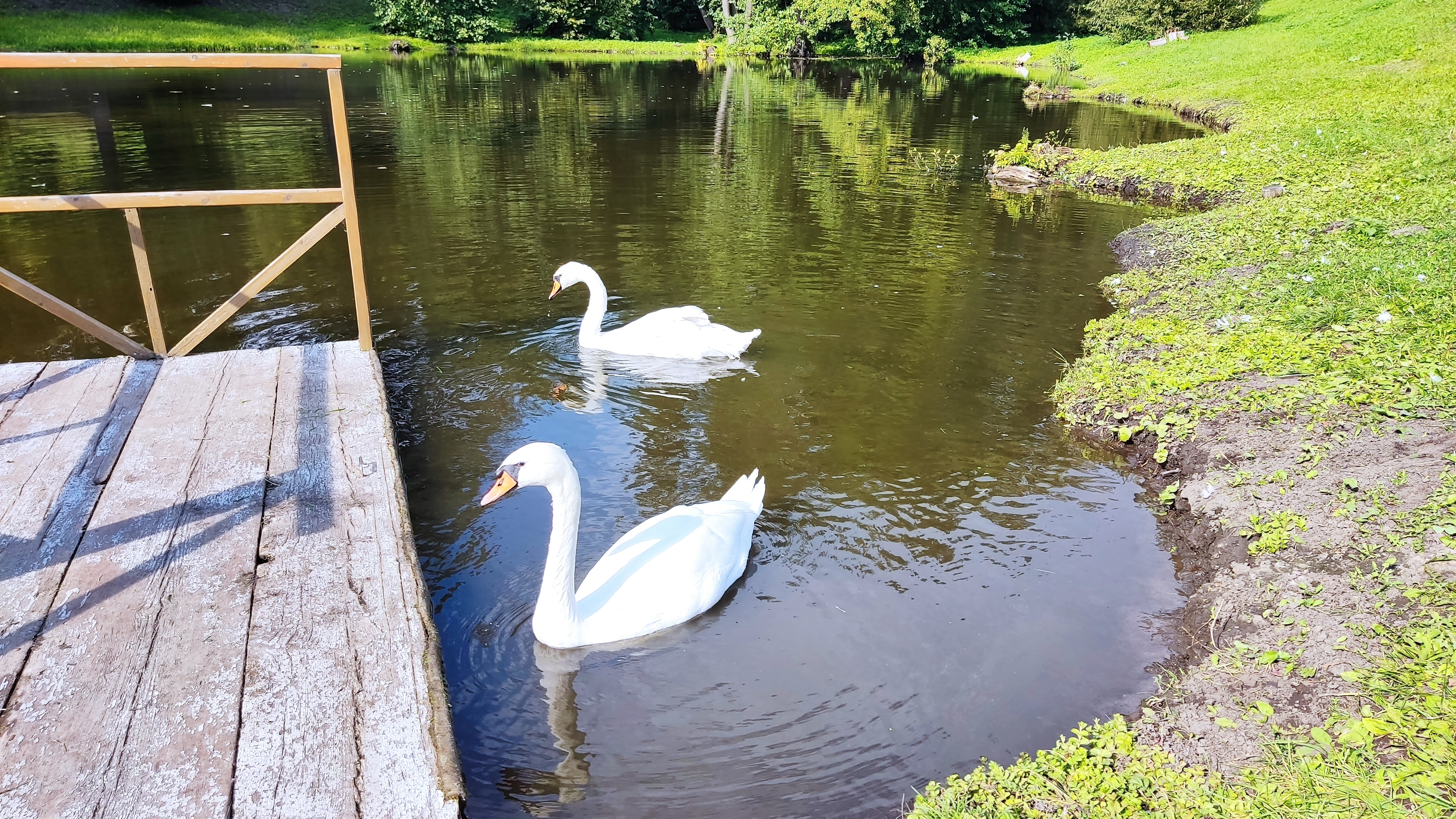
Лебеді на ставку
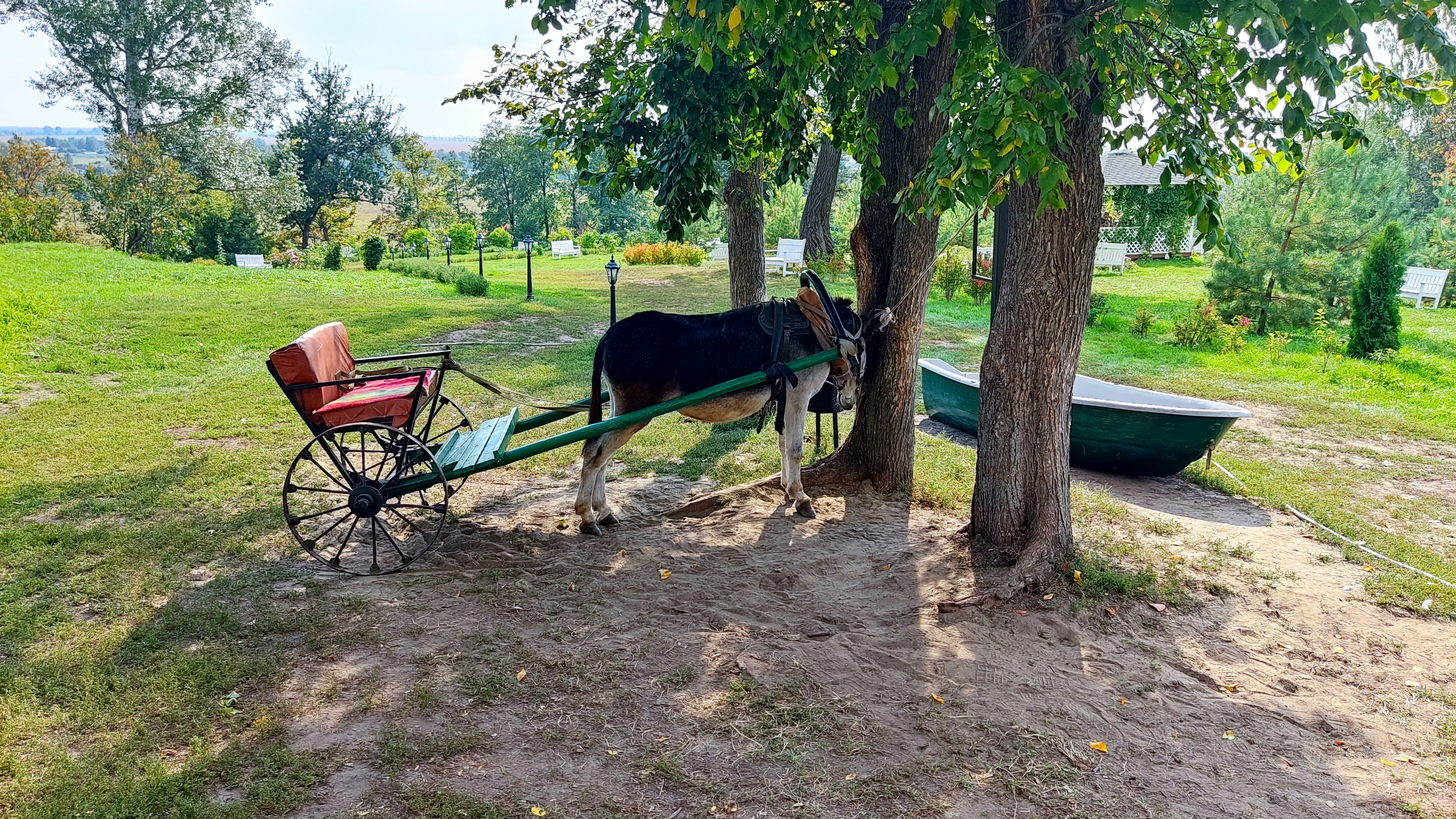
Віслюк біля парку